# John Charles Polanyi
John Charles Polanyi (madžarsko Polányi János Károly), CC, FRS, madžarsko-britansko-kanadski kemik in akademik judovskega rodu, nobelovec, * 23. januar 1929, Berlin, Nemčija.
Za odkritja na področju dinamike osnovnih kemičnih procesov je leta 1986 z Dudleyjem R. Herschbachom in Yuanom T. Leejem prejel Nobelovo nagrado za kemijo. Skoraj vso kariero deluje na Univerzi v Torontu, kjer ima častni naziv univerzitetnega profesorja.

## Življenje in delo
Rodil se je v ugledni družini sekularnih judovskih gospodarstvenikov in intelektualcev iz Budimpešte. Njegov oče, kemik, fizik, ekonomist in filozof Michael Polanyi, je takrat deloval v Berlinu kot raziskovalec na Inštitutu za kemijo vlaken, malo pred njegovim rojstvom se je iz praktičnih vzgibov spreobrnil v katolištvo in se poročil z njegovo materjo Magdo Kémeny. Leta 1933 je zaradi začetka nacističnih pogromov proti Judom sprejel povabilo Univerze v Manchestru ter z družino emigriral v Združeno kraljestvo. John je tako odraščal v Manchestru do izbruha druge svetovne vojne, ko ga je oče poslal v Toronto v Kanado, da bi ga obvaroval pred nemškim bombardiranjem. V šolskih letih se je navdušil nad kemijo in je po vrnitvi v Manchester diplomiral ter leta 1952 še doktoriral na tamkajšnji univerzi s tezo o jakosti kemičnih vezi pri visokih temperaturah. Njegov mentor je bil očetov nekdanji študent Ernest Warhurst.
Po doktoratu je krajši čas deloval na kanadskem Narodnem znanstvenem svetu v Ottawi in po tistem na Univerzi Princeton v ZDA, nato pa je sprejel položaj predavatelja kemije na Univerzi v Torontu. Tam je do leta 1967 napredoval do položaja rednega profesorja. V Torontu sta z njegovim takratnim študentom Kennethom Cashionom odkrila šibko kemiluminiscenco v infrardečem delu spektra ob reakciji vodikovih atomov s klorovimi in jo uporabila za študij dinamike nastanka vodikovega klorida. Nekaj let kasneje sta George Pimentel in Jerry Kasper na tej osnovi izdelala kemični laser. Polanyi je medtem nadaljeval s temeljnimi raziskavami ter razvil spektroskopske tehnike za razločevanje med rotacijsko, vibracijsko in translacijsko energijo v molekulah v prehodnih stanjih med reakcijami, kar je omogočilo zelo natančen vpogled v dinamiko reakcij. S svojim delom je postavil temelje področju reakcijske dinamike. Kasneje se je med drugim njegova skupina ukvarjala s »tiskanjem« vzorcev posameznih atomov na površino silicijevih kristalov s skenirajočim tunelskim mikroskopom.
Poleg znanstvenega dela se je angažiral kot javni intelektualec, dejaven zlasti na področjih mirovništva in razoroževanja kot del gibanja Pugwash. Ustanovil je kanadski odsek Pugwash. Pogosto se udeležuje tudi javnih razprav o vlogi znanosti.

## Priznanja
Za svoje delo je prejel vrsto najprestižnejših priznanj v kemiji, poleg Nobelove nagrade za kemijo leta 1986 še Wolfovo nagrado za kemijo (1982) in kraljevo medaljo britanske Kraljeve družbe (1989).
Prejel je tudi red Kanade in bil imenovan za člana več akademskih ustanov, med njimi britanske, kanadske in edinburške Kraljeve družbe, Ameriške akademije umetnosti in znanosti in Nacionalna akademija znanosti ter Papeške akademije znanosti. Približno 30 ustanov iz šestih držav mu je podelilo častne nazive.
Kanadski Narodni raziskovalni svet za naravoslovje in inženirstvo podeljuje nagrade Johna C. Polanyija za odličnost v raziskavah.